# Hermann Lodemann

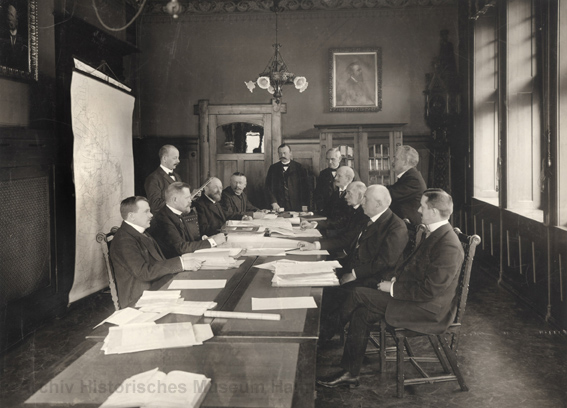
Hermann Lodemann (hinten Mitte stehend) während einer Sitzung des Magistrats der Stadt Linden;
um 1911; Historisches Museum Hannover

Hermann Georg August Lodemann (geboren 4. Dezember 1869 in Hannover; gestorben 25. Dezember 1944 in Coppenbrügge) war ein deutscher Jurist, Bürgermeister der Stadt Linden, Dezernent der Stadt Hannover und Autor.

## Leben
Hermann Lodemann war der Sohn des Kronanwaltes und Geheimen Regierungsrates Adolf Lodemann.
Nach seinem Abitur am Lyzeum I (dem späteren Ratsgymnasium) studierte Hermann Lodemann Rechtswissenschaft und Staatswissenschaft an den Universitäten in Tübingen, Leipzig, Universität Göttingen und Berlin. 1893 legte er seine Referendariatsprüfung ab, 1897 die große juristische Staatsprüfung.

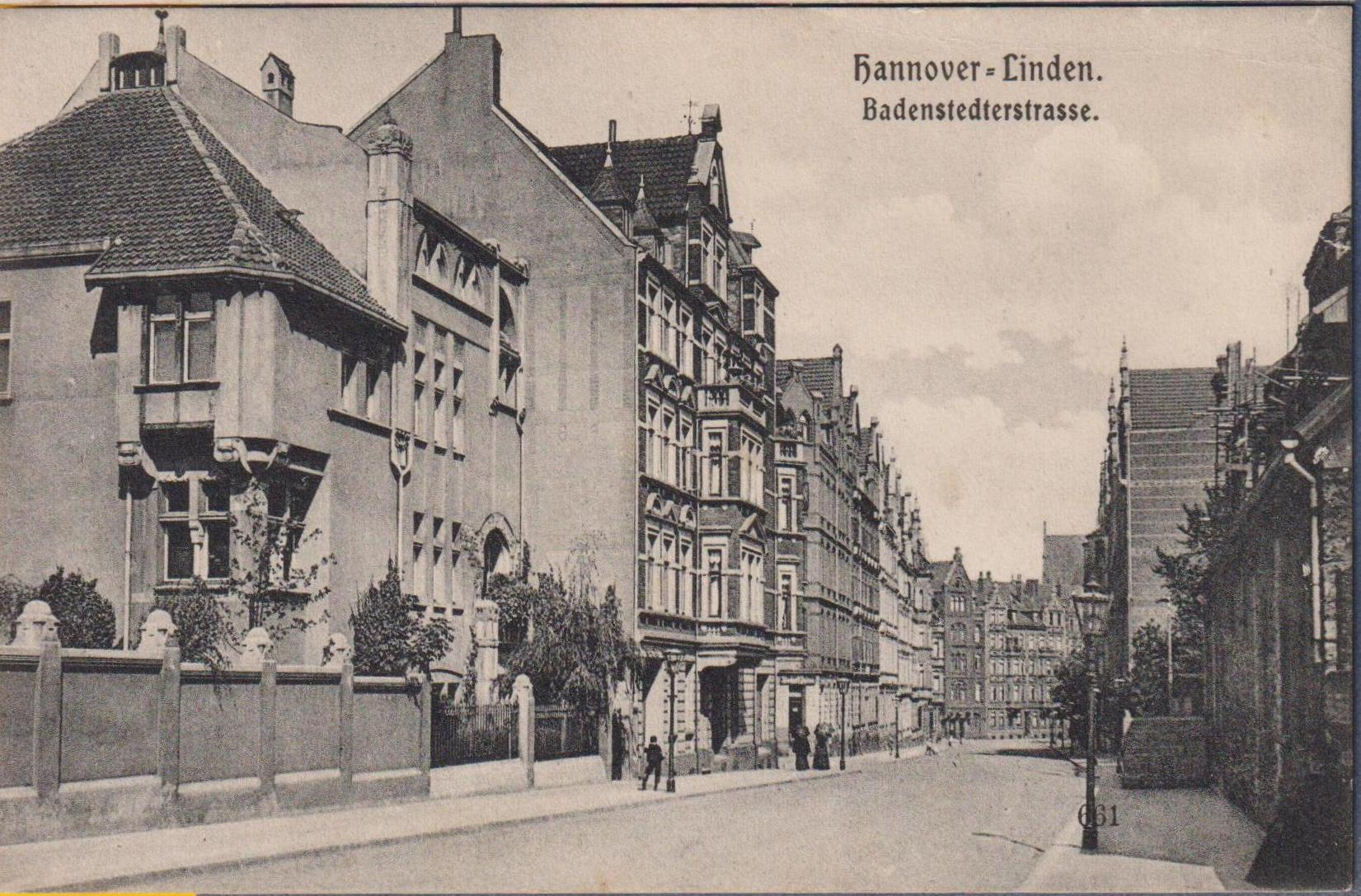
Blick in die Badenstedter Straße um 1905; ganz links das 1905 von dem Architekten Georg Fröhlich als Dienstwohnhaus für Bürgermeister Lodemann errichtete Gebäude
Ansichtskarte, anonymer Fotograf, um 1905

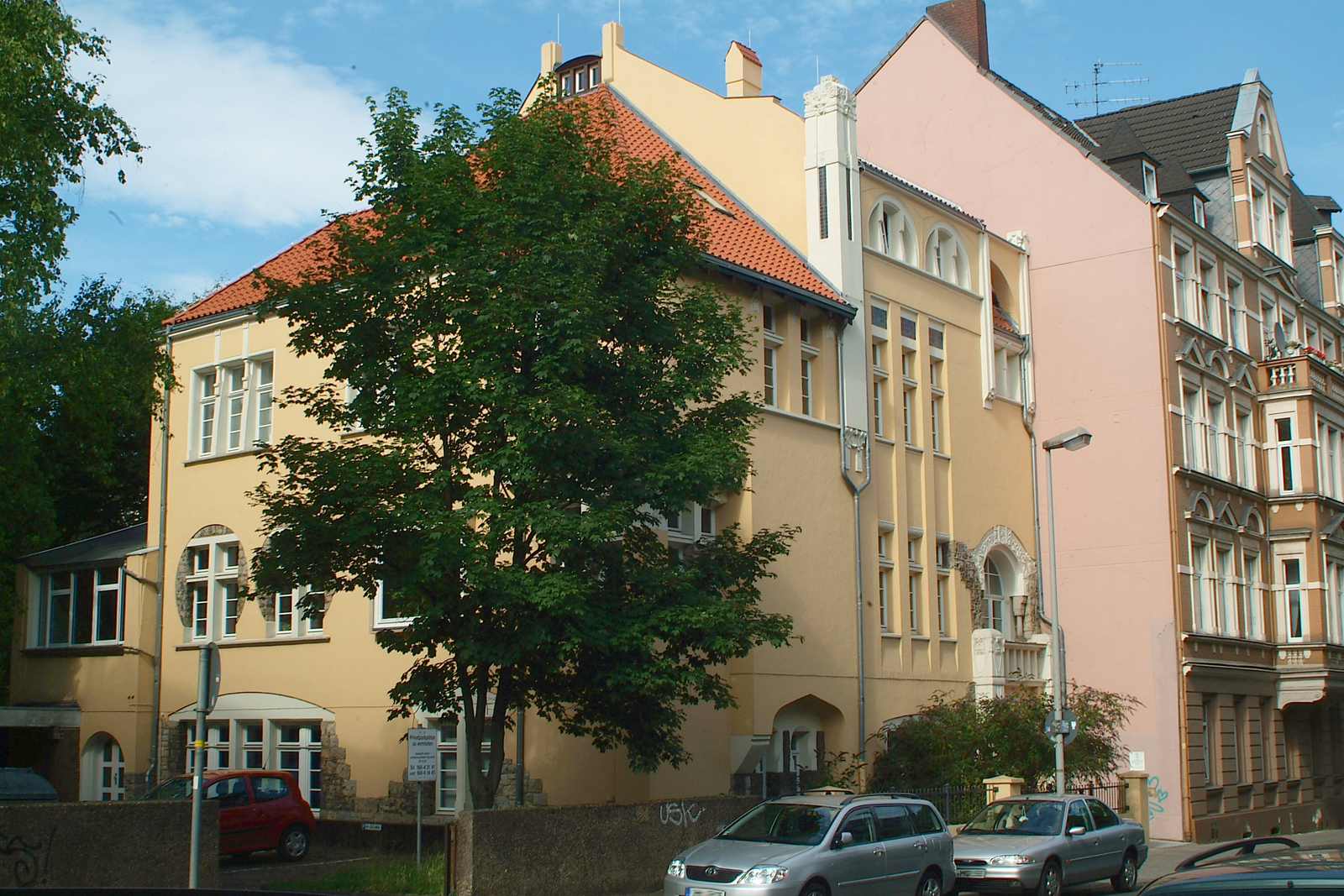
Die instandgesetzte und heute denkmalgeschützte „Dienstwohnung“ in der Badenstedter Straße 12

Zum 11. Mai 1898 wurde Lodemann in Linden, einer seinerzeit noch selbständigen Industriestadt vor Hannover, zum Stadtsyndikus gewählt und nur wenige Jahre später am 9. März 1901 zum Bürgermeister in der Nachfolge von Karl Lichtenberg (* 29. April 1862, Bruder von Georg Lichtenberg). Um 1905 bezog Lodemann seine durch den Lindener Stadtbaumeister Georg Fröhlich errichtete Dienstwohnung in der Badenstedter Straße 12; das Gebäude steht heute unter Denkmalschutz.
Am 16. Juli 1909 wurde Hermann Lodemann der Titel des „Oberbürgermeisters“ der Stadt Linden verliehen. Doch schon zuvor war Lodemann 1904 in den Provinziallandtag der Provinz Hannover gewählt worden und übte dieses Amt parallel zu seinen Bürgermeister-Pflichten bis zum 1. September 1919 aus. Nachrücker im Landtag wurde Joseph Hartleib.
Während der Amtszeit Lodemanns als Bürgermeister von Linden wurden
- 1909 die Ortschaften und Siedlungen Limmer, Badenstedt, Körtingsdorf, Davenstedt und Bornum eingemeindet,[1]
- 1913 auch Ricklingen in das Stadtgebiet Lindens einbezogen,[1]
- der Bau des Krankenhauses Siloah initiiert,[1]
- der Lindener Hafen errichtet,[1]
- der Hauptfriedhof Linden eingeweiht,[1]
- mehrere Schulen gebaut,[1][1] sowie
- die Kanalisation in Linden angelegt.[1]

Nachdem die Stadt Linden zum 1. Januar 1920 in das Stadtgebiet von Hannover eingemeindet worden war, wechselte Hermann Lodemann – unter Beibehaltung seines Titels als „Oberbürgermeister“ – in den hannoverschen Magistrat über und nahm dort die Aufgaben des Dezernenten für Personal- und Grundstückssachen wahr. Dieses Amt übte er über das Ende der Weimarer Republik hinaus aus; erst nach der Machtergreifung durch die Nationalsozialisten wurde er zum 31. Dezember 1933 in den Ruhestand versetzt.
Als Pensionär veröffentlichte er 1939 seine Erinnerungen „Im Dienste der Stadt Linden ...“ (siehe Werke), die heute eine wertvolle historische Quelle zur Geschichte des Stadtbezirks Linden-Limmer darstellen.
Hermann Georg August Lodemann starb kurz vor dem Ende des Zweiten Weltkriegs. Sein Grabmal findet sich auf dem Stadtfriedhof Engesohde.

## Werke
- Hermann Lodemann: Im Dienst der Stadt Linden 1898 bis 1920, Berlin, 1939

## Ehrungen
Gleich zweimal wurde Hermann Lodemann posthum durch die Stadt Hannover geehrt:
- Die 1963 erbaute Lodemannbrücke über die Ihme zwischen Linden-Süd und der Calenberger Neustadt wurde nach dem „Oberbürgermeister“ benannt.[6]
- Der 1963 angelegte Weg zur Lodemannbrücke ehrt seit seiner offiziellen Namensgebung 1970 den Autor „im Dienste Lindens“[7]